# Setracovirus
Setracovirus es un subgénero del género Alphacoronavirus. Pertenece a la familia Coronaviridae, del orden Nidovirales y al reino Riboviria.